# Quercus conduplicans
Quercus conduplicans — вид рослин з родини букових (Fagaceae), ендемік Китаю.

## Поширення й екологія
Ендемік Китаю (Гуандун).
Зростає в долинах і схилах вологих гірських лісів. Деякі дослідники вважають Q. conduplicans синонімом Q. pachyloma, які трапляються в одному й тому ж середовищі існування, якщо це окремий вид.